# デブエット
デブエットとは、食事を用いて体重を増やして体を大きくさせる行為のことである。ダイエットの対義語である。

## 起源
かつてフジテレビ系列で放送されていたバラエティ番組『めちゃ×2イケてるッ!』（めちゃイケ）内のコーナー「みんなでデブエット」において、標準体重を大きく下回る矢部浩之（ナインティナイン）の痩せぶりを心配した「ガリタ食堂」の栄養士・ガリタが、矢部やゲスト出演者を行きつけの店に連れ回しながら高カロリーな料理を食べさせて太らせるという行為を、「デブエット」と呼んでいた。

## 著名人の実践例
- 水泳選手の入江陵介は、2015年秋から開始した体重の増加をねらいとした炭水化物を中心とする食事量の増加法を「デブエット」と呼んでいる[5][6]。